# V (jj album)
V är jj:s tredje studioalbum. Albumet annonserades 29 maj 2014 av Secretly Canadian och Sincerely Yours. Det släpptes den 19 augusti 2014.

## Låtar
1. "V" - 1:01
2. "Dynasti" - 3:15
3. "Dean & Me" - 3:55
4. "All White Everything" - 4:19
5. "When I Need You" - 4:31
6. "Fågelsången" - 3:33
7. "Full" - 4:04
8. "Innerlight" - 4:18
9. "Hold Me" - 4:17
10. "I" 3:54
11. "Be Here Now" - 2:58
12. "All Ways, Always" - 4:13